# Spedizione Niedermayer-Hentig
La spedizione Niedermayer–Hentig, nota anche come missione di Kabul, fu una missione diplomatica nell'emirato dell'Afghanistan, condotta dagli Imperi centrali nel 1915–1916. Il proposito della missione era quello di incoraggiare l'Afghanistan a dichiararsi pienamente indipendente dall'Impero britannico, convincerlo ad entrare nella prima guerra mondiale a fianco degli imperi centrali e ad attaccare l'India britannica per destabilizzare una delle principali potenze nel conflitto. La spedizione era parte della cosiddetta Cospirazione indo-tedesca, una serie di sforzi da parte di Germania e India di provocare una rivoluzione nazionalista nel subcontinente. Capeggiata nominalmente dal principe indiano esiliato Raja Mahendra Pratap, la spedizione venne condotta prevalentemente da inviati tedeschi e turchi e guidata da Oskar Niedermayer e Werner Otto von Hentig (da cui i due nomi ad essa associati). Tra gli altri partecipanti si ricordano la Commissione di Berlino che includeva Maulavi Barkatullah e Chempakaraman Pillai, mentre i turchi vennero rappresentati da Kazim Bey, confidente di Enver Pasha.
La Gran Bretagna vide la spedizione come una seria minaccia alla sicurezza internazionale. L'Inghilterra ed il suo alleato principale, l'Impero russo, cercarono senza successo di intercettare la spedizione in Persia nell'estate del 1915. La Gran Bretagna preparò un'offensiva diplomatica con la complicità della propria intelligence, includendo l'intervento personale del viceré d'India, Lord Hardinge, e di re Giorgio V, per mantenere la neutralità dell'Afghanistan.

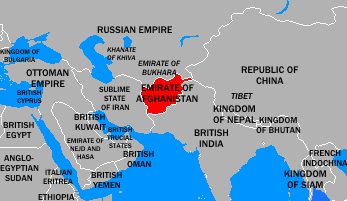
L'Afghanistan nel 1914

La missione fallì nel proprio obbiettivo principale, ma influenzò altri eventi collaterali. In Afghanistan, la spedizione ad esempio incentivò le riforme dell'emiro in carica che portarono poi a dei tumulti politici e culminarono nel suo assassinio nel 1919, che a sua volta portò alla terza guerra anglo-afghana. Influenzò inoltre il progetto Kalmyk della nascente Russia bolscevica per propagare la rivoluzione socialista in Asia, con anche l'obbiettivo del rovesciamento del British Raj. Altra conseguenza fu la costituzione della commissione Rowlatt per investigare possibili sedizioni in India influenzate dalla Germania o dai bolscevichi,con un cambiamento nell'approccio del British Raj nei confronti dell'Indian independence movement immediatamente dopo la prima guerra mondiale.

## Antefatto
Nell'agosto del 1914 la prima guerra mondiale era iniziata e la Triplice Alleanza si era inserita nella guerra tra Serbia e Austria-Ungheria, contrapponendo anche Germania e Russia, mentre l'Impero tedesco invadeva il Belgio costringendo il Regno Unito a rientrare negli scontri. Dopo una serie di eventi militari e intrighi politici, la Russia dichiarò guerra alla Turchia nel novembre di quell'anno. L'Impero ottomano si schierò con gli Imperi centrali nel combattere le potenze dell'Intesa. In risposta alla guerra, la Turchia cercò di indebolire i propri nemici attraverso la minaccia ai loro imperi coloniali, come ad esempio il Turkestan russo o l'India britannica, utilizzando l'arma delle agitazioni politiche.
Già prima della guerra la Germania aveva preso contatti coi nazionalisti indiani che per anni avevano utilizzato la Germania, la Turchia, la Persia e gli Stati Uniti come base per le loro operazioni anti-coloniali nei confronti della Gran Bretagna. Nel 1913 una serie di pubblicazioni rivoluzionarie apparse in Germania iniziarono a suggerire un possibile appoggio dei tedeschi ai nazionalisti indiani nel caso di una guerra con il Regno Unito. Durante i primi mesi di guerra, diversi giornali tedeschi sollevarono l'attenzione sui problemi sociali dell'India e li collegarono allo sfruttamento economico da parte dell'Inghilterra.
Il cancelliere tedesco Theobald von Bethmann-Hollweg incoraggiò questa attività. Lo storico ed archeologo Max von Oppenheim, che capeggiava il Bureau di intelligence per l'est, costituì la Commissione di Berlino che poi venne rinominata Commissione per l'Indipendenza Indiana. Questa commissione aveva il compito di fornire denaro, armi e consiglieri militari secondo le necessità decise dal ministero degli esteri tedesco ai rivoluzionari indiani in esilio come ad esempio i membri del partito Ghadar in nord America. Nell'ottica dei pianificatori vi era la possibilità di innescare una ribellione usando invii clandestini di uomini e armi in Asia dagli Stati Uniti.

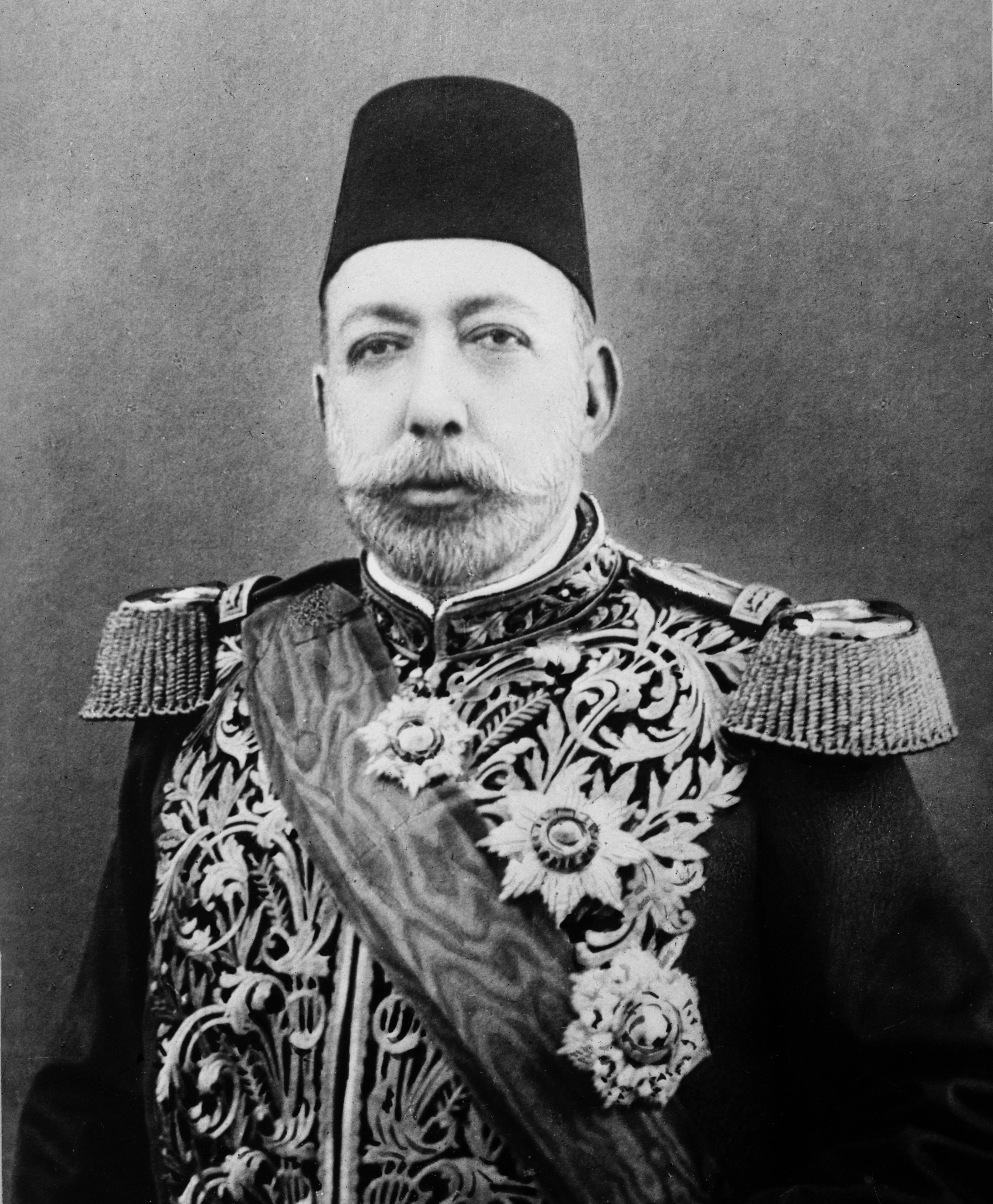
Mehmed V, sultano ottomano, era considerato il califfo di buona parte del mondo islamico dell'epoca.

Turchia e Persia avevano iniziato delle azioni sul nazionalismo indiano a partire dal 1909, sotto la leadership di Sardar Ajit Singh e Sufi Amba Prasad. Rapporti del 1910 indicano che la Germania, per lo scopo di aiutare i nazionalisti indiani, aveva deciso di coinvolgere Persia e Afghanistan, e per questo aveva iniziato incrementare le relazioni diplomatiche ed economiche con questi paesi. Von Oppenheim aveva mappato Turchia e Persia lavorando come agente segreto per conto della Germania. Il kaiser si recò in viaggio a Costantinopoli, Damasco e Gerusalemme nel 1898 per rafforzare le relazioni coi turchi e per mostrare solidarietà all'islam, religione professata anche da milioni di sudditi dell'Impero britannico in India e altrove. Riferendo al kaiser, l'intelligence tedesca iniziò a diffondere nei paesi islamici la voce (infondata) che l'imperatore tedesco si stesse convertendo all'islam e che si fosse recato in viaggio a La Mecca, ritraendolo come un fedele alleato dei mussulmani.
Guidato da Enver Pasha, un colpo di stato in Turchia nel 1913 mise da parte il sultano Mehmed V e concentrò tutto il potere nelle mani di una giunta di governo. Malgrado la natura secolare del nuovo governo, i turchi mantennero la loro tradizionale influenza sul mondo musulmano. La Turchia del resto continuò a governare sull'Hejaz sino alla rivolta araba del 1916 e controllò la città santa de La Mecca per tutta la durata della guerra. Il titolo di califfo dato al sultano era riconosciuto non solo dai turchi, ma anche dagli afghani e dagli indiani mussulmani.
Una volta in guerra, la Turchia si unì alla Germania contro le potenze dell'Intesa ed i loro imperi coloniali nel mondo mussulmano dell'epoca. Enver Pasha proclamò come un sultano la jihad. La sua speranza era di provocare una vasta rivoluzione mussulmana, in particolare in India. Traduzioni del proclama vennero inviati a Berlino per essere diffusi dall'intelligence, in particolare tra le truppe mussulmane degli eserciti dell'Intesa. Ad ogni modo, malgrado gli intenti, il proclama non ebbe l'effetto sperato.
All'inizio della guerra, l'emiro Mohammed Zahir Shah dell'Afghanistan aveva dichiarato la propria neutralità. L'emiro temeva che la jihad avrebbe destabilizzato anche i suoi sudditi e l'entrata in guerra della Turchia avrebbe ovunque instillato sentimenti di nazionalismo e pan-islamismo, in particolare in Afghanistan ed in Persia. L'Intesa anglo-russa del 1907 assegnò l'Afghanistan alla sfera d'influenza britannica. Nominalmente la Gran Bretagna controllava la politica estera dell'emirato afghano e l'emiro in cambio traeva sussidi economici dagli inglesi. In realtà la Gran Bretagna non aveva ormai più alcun controllo effettivo sull'Afghanistan. Gli inglesi ritenevano che l'Afghanistan fosse l'unico stato asiatico interessato ed in grado di invadere l'India, il che rimaneva una seria minaccia da controbattere.

## La prima spedizione in Afghanistan
Nella prima settimana di agosto del 1914, i membri dello staff del ministero degli esteri ed i membri della commissione militare di stato suggerirono di sfruttare i movimenti pan-islamici per destabilizzare l'Impero britannico e dare inizio ad una rivoluzione in India. L'argomento venne rafforzato dall'esploratore germanofilo Sven Hedin a Berlino due settimane dopo.
Con lo scoppio della guerra, i venti rivoluzionari in India avevano ripreso vigore. Alcuni capi indù e mussulmani avevano segretamente cercato di aiutare gli Imperi centrali a fomentare una rivoluzione nazionale in India. Il movimento pan-islamico in India, in particolare il Darul Uloom Deoband, pianificò l'insurrezione della provincia della frontiera nord-occidentale col supporto dell'Afghanistan e degli Imperi centrali. Mahmud al Hasan, il principale esponente della scuola di Deobandi, lasciò l'india per cercare l'aiuto di Galib Pasha, il governatore turco dell'Hijaz, mentre un altro esponente della medesima scuola, Maulana Ubaidullah Sindhi, si portò a Kabul per ottenere l'appoggio dell'emiro locale. Inizialmente l'idea era quella di creare un esercito islamico con quartiere generale a Medina, con un contingente indiano a Kabul. Mahmud al Hasan ne sarebbe stato il comandante. Mentre si trovava a Kabul, Maulana giunse alla conclusione che focalizzarsi sull'Indian Freedom Movement fosse la cosa migliore. Ubaidullah propose all'emiro afghano di dichiarare guerra alla Gran Bretagna. Maulana Abul Kalam Azad venne però infine arrestato nel 1916.
Enver Pasha tentò una spedizione in Afghanistan nel 1914, concependola come una ventura pan-islamica diretta dalla Turchia e con la partecipazione dei tedeschi. La delegazione tedesca di questa spedizione, scelta da Oppenheim e da Zimmermann, avrebbe incluso Oskar Niedermayer e Wilhelm Wassmuss. Una scorta di un migliaio di militari turchi e la presenza di consiglieri tedeschi avrebbe accompagnato la delegazione in Persia ed in Afghanistan, dove avrebbero sollevato i locali alla jihad.
La Germania cercò di travestire il tutto da circo itinerante, passando attraverso i territori dell'Austria-Ungheria e raggiungendo la Romania (che era neutrale nel conflitto). I loro equipaggiamenti, le armi e le radiomobili vennero però confiscate dagli ufficiali governativi romeni che riconobbero l'installazione di antenne radio in mezzo ai pali usati per issare il tendone di quell'ipotetico circo. Ci vollero settimane per sbloccare la faccenda mentre la delegazione attendeva a Costantinopoli. Per rafforzare l'identità islamica della spedizione, venne suggerito ai tedeschi di indossare uniformi turche, ma questi si rifiutarono. Le differenze tra ufficiali turchi e tedeschi, inclusa la riluttanza da parte dei tedeschi di accettare la predominanza turca, compromisero ogni sforzo. La spedizione venne infine cassata.
La spedizione fallita, ad ogni modo, ebbe delle significative conseguenze. Wassmuss lasciò Costantinopoli per organizzare le sue truppe nel sud della Persia per agire contro gli inglesi. Sfuggendo alla cattura da parte degli inglesi, ad ogni modo, Wassmuss si dimenticò del proprio codice di decifrazione che venne recuperato dagli Alleati che poterono così decifrare tutte le comunicazioni in codice dei tedeschi, incluso il telegramma Zimmermann del 1917. Niedermayer guidò il gruppo dopo la partenza di Wassmuss.

## La seconda spedizione
Nel 1915 venne organizzata una seconda spedizione, per interessamento del ministero degli esteri tedesco e della leadership indiana della commissione di Berlino. La Germania, coinvolta direttamente nella cospirazione indo-tedesca, fornì armi e fondi per l'operazione. Lala Har Dayal, noto tra i radicali indiani in Germania, era ritenuto adatto per guidare la spedizione, ma quando questi declinò l'offerta, si fece il nome dell'esiliato principe indiano raja Mahendra Pratap.

### Composizione
Mahendra Pratap era stato a capo degli stati principeschi indiani di Mursan e Hathras. Coinvolto nel Congresso nazionale indiano, prese parte alla sessione del 1906. Viaggiò per il mondo tra il 1907 ed il 1911, e nel 1912 contribuì con sostanziali finanziamenti al movimento sudafricano di Ghandi. Pratap lasciò l'India alla volta di Ginevra all'inizio della guerra, dove si incontrò con Virendranath Chattopadhyaya della Commissione di Berlino. Gli sforzi di Chattopadhyaya, accompagnati da una lettera del kaiser, convinsero Pratap a dare il proprio supporto alla causa nazionalista indiana, a condizione che tali preparativi fossero diretti dalla Germania. Pratap incontrò privatamente l'imperatore Guglielmo, al quale confermò l'intenzione di guidare la spedizione.
Tra i membri tedeschi della spedizione vi erano Niedermayer e von Hentig. Von Hentig era un ufficiale prussiano che aveva servito come attaché militare a Pechino nel 1910 ed a Costantinopoli nel 1912. Conosceva bene la lingua persiana ed era stato nominato segretario dell'ambasciata tedesca a Teheran nel 1913. Von Hentig stava servendo col grado di tenente nel 3° corazzieri prussiano durante la prima guerra mondiale, sul fronte orientale, e venne richiamato appositamente a Berlino per la spedizione.
Come von Hentig, Niedermayer aveva servito a Costantinopoli prima della guerra e parlava fluentemente persiano ed altre lingue regionali. Ufficiale d'artiglieria bavarese, laureato all'Università di Erlangen, Niedermayer aveva viaggiato in Persia ed in India nei due anni precedenti il conflitto. Era tornato in Persia per attendere ordini durante la prima spedizione, poi annullata, in Afghanistan. Niedermayer ottenne il compito di predisporre l'aspetto militare di questa nuova spedizione e in particolare curare l'attraversamento del pericoloso deserto persiano tra le aree d'influenza russa e inglese. La delegazione includeva poi gli ufficiali tedeschi Günter Voigt e Kurt Wagner.
Ad accompagnare Pratap tra gli altri ufficiali indiani della Commissione di Berlino, vi erano Champakaraman Pillai e lo studioso islamico e nazionalista indiano Maulavi Barkatullah. Barkatullah era stato collaboratore di lungo corso del movimento rivoluzionario indiano, avendo lavorato nelle India Houses di Londra e New York dal 1903. Nel 1909, si spostò in Giappone, dove continuò le sue attività anti-britanniche. Ottenne la cattedra di lingua urdu all'Università di Tokyo e visitò Costantinopoli nel 1911. Ma il suo incarico venne annullato su pressione degli inglesi che ben conoscevano le sue tendenze rivoluzionarie. Tornò negli Stati Uniti nel 1914, per poi procedere alla volta di Berlino, dove entrò nella Commissione. Barkatullah già dal 1895 si era avvicinato a Nasrullah Khan, fratello dell'emiro Habibullah Khan.
Pratap scelse sei afridi afghani e pashtun dai prigionieri del campo di Zossen per accompagnarlo. Prima che la missione lasciasse Berlino, si aggiunsero altri due tedeschi al gruppo: il maggiore dr. Karl Becker, che conosceva le malattie tropicali e parlava il persiano, e Walter Röhr, un giovane mercante che parlava fluentemente turco e persiano.

### L'organizzazione
Il capo titolare della spedizione era il principe Mahendra Pratap, mentre von Hentig era il rappresentante del kaiser e dell'emiro afghano. Per finanziare la missione vennero depositati su un conto della Deutsche Bank a Costantinopoli 100.000 sterline d'oro. La spedizione venne inoltre rifornita di oro e doni dall'emiro, inclusi orologi ingioiellati, armi ornamentali, proiettori cinematografici, binocoli e orologi con suonerie.
La supervisione della missione venne affidata all'ambasciatore tedesco in Turchia, Hans von Wangenheim, ma questi era malato e le sue funzioni vennero assunte dal principe di Hohenlohe-Langenburg. Dopo la morte di Wangenheim nel 1915, il conte von Wolff-Metternich venne designato quale suo successore, ma ebbe ben pochi contatti con la spedizione.

## Il viaggio
Per evitare l'attenzione dell'intelligence inglese e russa, il gruppo si divise, iniziando i propri viaggi in giorni differenti e giungendo separatamente a Costantinopoli. Accompagnati da un ordinario tedesco e da un cuoco indiano, Pratap e van Hentig iniziarono il loro viaggio all'inizio della primavera del 1915, facendo tappa a Vienna, Budapest, Bucarest, Sofia e Adrianopoli sino a Costantinopoli. A Vienna, incontrarono il deposto khedivè d'Egitto, Abbas Hilmi.

### Persia e Isfahan
Raggiungendo Costantinopoli il 17 aprile, il gruppo attese al Pera Palace Hotel per tre settimane prima che arrivasse il resto del gruppo. In questo tempo, Pratap e von Hentig si incontrarono con Enver Pasha ed ebbero un'udienza col sultano. Su ordine di Enver Pasha, un ufficiale turco, il tenente Kasim Bey, venne aggregato alla spedizione come rappresentante ottomano, portando lettere ufficiali col sigillo del sultano per l'emiro afghano e per gli altri stati principeschi indiani che avrebbero raggiunto.
Il gruppo, che aveva raggiunto il numero di venti persone, lasciò Costantinopoli all'inizio di maggio del 1915, attraversò il Bosforo prendendo per un tratto la ferrovia non ancora ultimata sino a Baghdad. Gli Alti Tauri vennero attraversati a cavallo, compiendo —come ebbe a evidenziare von Hentig— la stessa strada fatta da Alessandro il Grande, San Paolo e Federico I del Sacro Romano Impero nei loro viaggi verso l'Oriente. Il gruppo attraversò l'Eufrate in piena e finalmente raggiunse Baghdad alla fine di maggio.
A Baghdad vi erano molte spie inglesi, e il gruppo si divise nuovamente. Pratap e von Hentig con il loro gruppo partirono il 1º giugno 1915 verso il confine persiano. Otto giorni dopo vennero ricevuti dal comandante militare turco Rauf Orbay nella città persiana di Krynd. Lasciando Krynd, il gruppo raggiunse la città di Kermanshah il 14 giugno 1915. Alcuni membri si ammalarono di malaria e altri di altre malattie tropicali. Lasciandoli alle cure del dottor Becker, von Hentig procedette verso Tehran per concordare i piani con il principe Enrico XXVII di Reuss-Gera e Niedermayer.
La Persia all'epoca era divisa in sfere d'influenza inglesi e russe, con una zona neutrale in centro. La Germania esercitò una certa influenza su quelle parti del paese attraverso il proprio consolato ad Isfahan. La popolazione locale e i religiosi si opponevano ai progetti semi-coloniali di Russia e Gran Bretagna sulla Persia ed offrirono pertanto il loro supporto alla missione. I gruppi di Niedermayer e von Hentig si incontrarono nuovamente ad Isfahan alla fine di giugno. Il viceré indiano, Lord Hardinge, era già stato avvisato delle simpatie pro-tedesche tra le tribù persiane ed afghane, come pure gli inglesi avevano intuito l'invio di una spedizione in loco ed inviarono a tale scopo degli uomini per intercettare la spedizione ed impedirne il compimento.
All'inizio di giugno, gli ammalati a Kermanshah si erano ormai ripresi e rientrarono nella spedizione portando con loro cammelli e rifornimenti d'acqua, ripartendo separatamente da Isfahan il 3 luglio 1915 per attraversare il deserto, sperando di ritrovarsi a Tebbes, a metà strada dal confine afghano. Il gruppo di Von Hentig viaggiava con dodici cavalli, ventiquattro muli e un cammello-carovana. Lungo la marcia i gruppi dovettero ingannare le pattuglie inglesi e russe e vennero inviati diversi falsi dispacci contenenti informazioni errate sulle destinazioni, il numero e le intenzioni. Per evitare il caldo estivo, il gruppo viaggiò prevalentemente di notte. Il cibo venne reperito con l'uso di guide persiane che si preoccupavano di precedere il gruppo ed individuare i villaggi ostili. Il gruppo attraversò il deserto persiano in quaranta notti, pur con molti casi di dissenteria a causa della scarsa qualità dell'acqua locale. Alcune guide persiane tentarono di fuggire, come pure i cammellieri, e ci dovette essere vigilanza continua per paura dei predoni. Il 23 luglio, il gruppo raggiunse infine Tebbes – i primi europei dopo Sven Hedin- seguiti poco dopo dal gruppo di Niedermayer, con al seguito l'esploratore Wilhelm Paschen e sei soldati austriaci e ungheresi fuggiti da un campo di prigionia russo in Turkestan. L'arrivo ebbe una grande accoglienza da parte del sindaco locale.

### Il cordone persiano orientale

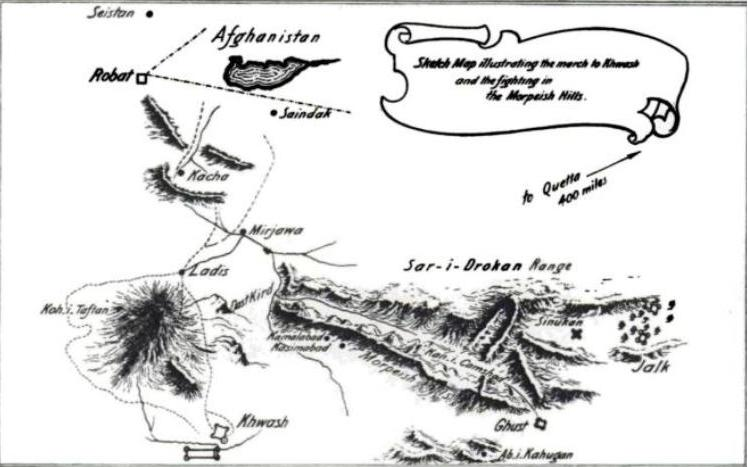
Mappa del colonnello Reginald Dyer che illustra il confine sistano con l'Afghanistan. Dyer guidò la Seistan Force a caccia di infiltrati tedeschi nel 1916.

A 300 chilometri dal confine afghano la spedizione iniziò una corsa contro il tempo. Ovunque vi erano forze inglesi del East Persia Cordon (poi noto come Seistan Force) e corpi russi col medesimo obiettivo. Dal mese di settembre il libro di codici cifrati perduto da Wassmuss era stato decifrato e questo compromise di molto la situazione. Niedermayer, si dimostrò un ottimo esperto di tattica,e inviò tre false spedizioni, una a nordest per confondere i russi, una a sudest per confondere gli inglesi e una terza di persiani armati guidata da un ufficiale tedesco, il tenente Wagner, a esplorare il cammino da compiere realmente. Il primo gruppo dopo aver eluso i russi rimase in Persia. Dopo aver eluso gli inglesi, il secondo gruppo tornò a Kermanshah. A tutti e tre i gruppi venne dato l'ordine di diffondere informazioni errate sui loro movimenti a nomadi e persone comuni che avessero incontrato lungo il loro cammino. Nel frattempo, il gruppo principale si addentrò nella regione di Birjand, nei pressi della frontiera afghana. Il gruppo raggiunse il villaggio successivo dove Niedermayer si era fermato. La spedizione procedette quindi verso Birjand a tappe forzate per mantenersi lontano da inglesi e russi. A complicare la situazione vi era poi la dipendenza dei cammellieri della spedizione dall'oppio. Timorosi di poter essere individuati perché più volte i persiani si fermavano ad accendere le loro pipe nel cuore della notte, molti di loro vennero infine abbandonati lungo il percorso al loro destino.

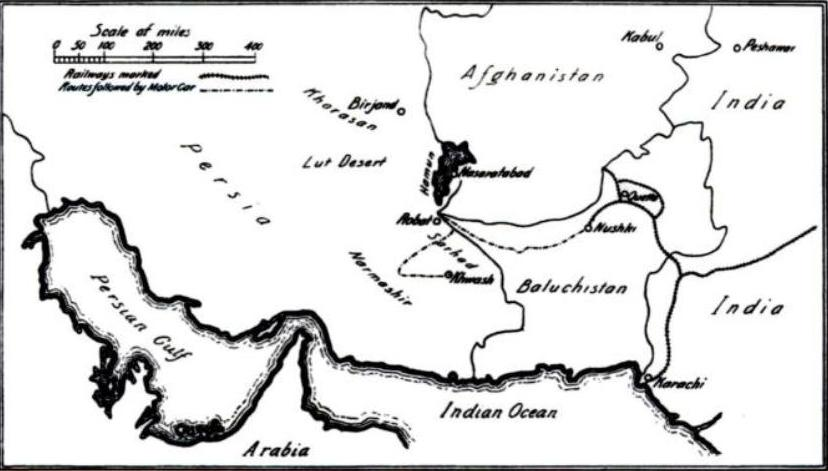
Altra mappa di Reginald Dyer. Birjand è nella periferia del deserto di Lut, nella parte di Persia presso il confine con l'Afghanistan.

Per quanto il villaggio di Birjand fosse piccolo, esso disponeva di un consolato russo. Niedermayer intuì che potevano esservi anche delle forze inglesi in loco e per questo decise di evitare il villaggio prendendo la strada a nord, comunque guardata dai russi, o quella a sud dove pure erano presenti dei soldati inglesi. Le sue guide persiane gli suggerirono che il deserto a nord si sarebbe presentato più difficile da attraversare ma che nel contempo quella sarebbe stata la via che i suoi nemici sicuramente non si sarebbero aspettati che egli prendesse. Niedermayer accettò il piano e fece rotta verso nord. Le false informazioni diffuse fecero il loro effetto e i russi si trovarono confusi a cercare una grande armata tedesca che in realtà non c'era. Da un gruppo di nomadi locali, Niedermayer venne a sapere le posizioni degli inglesi, ma perse nel contempo degli uomini per defezione. Dalla seconda settimana di agosto la marcia forzata portò la spedizione nei pressi della strada di Birjand-Meshed, a soli 12 chilometri dal confine con l'Afghanistan. Dal momento che tutte le carovane che entravano nel confine afghano si muovevano necessariamente su strada, Niedermayer ne dedusse che questa era guardata a vista da spie inglesi. La spedizione si mosse quindi col favore della notte. L'unico ostacolo che si frapponeva tra il gruppo e l'Afghanistan era ora il cosiddetto monte Path, una postazione pesantemente militarizzata dal momento che qui si trovavano le linee telegrafiche dell'Intesa della regione. Anche qui, ad ogni modo, Niedermayer riuscì ad eludere i suoi nemici. Il suo gruppo coprì 410 chilometri in sette giorni. Il 19 agosto 1915 la spedizione raggiunse la frontiera afghana. Solo 70 dei 170 bagagli e animali sopravvissero al viaggio.

### In Afghanistan
Attraversando il confine con l'Afghanistan, il gruppo trovò acqua fresca in un canale d'irrigazione. Marciando per altri due giorni, raggiunsero la periferia di Herat, dove presero contatto con le locali autorità afghane. Incerti sul trattamento che sarebbe stato loro riservato, von Hentig inviò Barkatullah, studioso mussulmano di fama, ad avvisare il governatore locale dell'arrivo della spedizione ed a portare il messaggio del kaiser assieme a dei doni per l'emiro. Il governatore riservò al gruppo un'accoglienza senza precedenti, con grandi gruppi di aristocratici, carovane di servitrici e una scorta di un centinaio di uomini armati. La spedizione venne invitata in città come ospite del governo afghano. Von Hentig si presentò in alta uniforme da corazziere ed entrò a Herat il 24 agosto. Vennero tutti accolti nel palazzo dell'emiro e furono accolti dal governatore un paio di giorni dopo, occasione nella quale van Hentig mostrò il proclama del sultano turco circa la jihad e l'annuncio del kaiser di riconoscere poi l'indipendenza dell'Afghanistan a guerra conclusa. Il kaiser promise inoltre di concedere all'Afghanistan l'antico suo possedimento di Samarcanda che ora faceva parte dell'Impero russo e quello di Bombay, in India, che sarebbe stato strappato agli inglesi.
L'emiro dell'Afghanistan, avvisato prontamente dal viceré indiano, seppe dell'arrivo della spedizione e promise di fermarla sul nascere. Ad ogni modo, pur sotto stretta sorveglianza, i membri della spedizione vennero bene accolti ad Herat. Il governatore promise di scortarli per altri 650 chilometri ad est verso Kabul nelle due settimane successive. I cavalli vennero sellati a nuovo e ferrati per proseguire il viaggio. La strada a sud verso Kandahar venne evitata, probabilmente perché gli afghani volevano evitare di sollevare in rivolta una regione così pericolosamente vicina all'India. Il 7 settembre, il gruppo lasciò Herat per Kabul con delle guide afghane ed intraprese un viaggio di 24 giorni attraverso l'Hazarajat, nelle montagne centrali dell'Afghanistan. Sulla strada la spedizione spese accuratamente il proprio denaro per guadagnarsi il sostegno dei locali. Infine, il 2 ottobre 1915, la spedizione raggiunse Kabul, venendo accolta con i massimi onori e con festeggiamenti da parte della popolazione.

## Intrighi in Afghanistan
A Kabul, il gruppo venne alloggiato al Bagh-e Babur. Malgrado l'accoglienza confortevole, fu presto chiaro che erano stati confinati in un luogo sicuro ma lontano dalla corte. Guardie armate stazionavano ovunque con la motivazione che il gruppo potesse correre pericolo a causa degli inglesi, ed ovunque si recassero erano scortati. Per quasi tre settimane l'emiro Habibullah, rispose cortesemente negando loro udienza, prendendo in realtà tempo per ottenere quante più informazioni potesse sulla spedizione e sui suoi membri, anche grazie alle autorità di Nuova Delhi. Fu solo dopo che Niedermayer e von Hentig ebbero minacciato serie conseguenze che si ebbe l'incontro. Nel frattempo, anche von Hentig raccolse quante più informazioni possibili sul suo eccentrico ospite, il quale era noto per credere nel diritto divino di governo. Possedeva l'unico giornale del paese, l'unica drogheria e tutte le automobili presenti in Afghanistan (tutte Rolls Royce).
Il fratello dell'emiro, il primo ministro Nasrullah Khan, era un uomo di profonde convinzioni religiose. A differenza dell'emiro, parlava fluentemente il pashto, si vestiva secondo il costume afghano ed aveva stretti legami con le tribù di confine. Mentre l'emiro si era sempre schierato a favore dell'India britannica, Nasrullah Khan era spiccatamente pro-tedesco. Questa visione Nasrullah la condivideva con il nipote, Amanullah Khan, il minore e più carismatico dei figli dell'emiro. Il primogenito, Inayatullah Khan, era il comandante dell'esercito afghano.

### L'incontro con l'emiro Habibullah

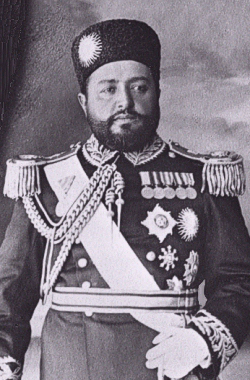
Habibullah Khan, emiro dell'Afghanistan durante la prima guerra mondiale. Habibullah fu un fedele alleato dell'India britannica.

Il 26 ottobre 1915 l'emiro alla fine acconsentì a ricevere la missione nel suo palazzo di Paghman, un luogo a sua detta sicuro dagli agenti segreti inglesi. L'incontro, che durò un giorno intero, si aprì proprio con le parole dell'emiro il giorno prima:
L'emiro si stupì che una tale missione fosse stata affidata a persone così giovani. Von Hentig portò all'emiro la parola del kaiser e quella del sultano ottomano, con l'intento di riconoscere la piena indipendenza e sovranità afghana. L'emiro però dubitò dell'autenticità della lettera del kaiser in quanto scritta con la macchina da scrivere. Von Hentig descrisse la situazione della guerra all'emiro come favorevole agli Imperi centrali e lo invitò a dichiarare la sua indipendenza. Kasim Bey spiegò poi la dichiarazione della jihad da parte del sultano e il desiderio della Turchia di evitare una guerra fratricida tra popoli islamici. Barkatullah invitò Habibullah a dichiarare guerra all'Impero britannico e a dare l'aiuto sperato ai mussulmani indiani. Propose che l'emiro permettesse alle forze turco-tedesche di attraversare il territorio dell'Afghanistan per raggiungere la frontiera indiana, campagna alla quale speravano che l'emiro si sarebbe unito. Barkatullah e Mahendra Pratap, entrambi abili a parlare, posero l'attenzione sulla ricchezza di quei territori e su quello che l'emiro avrebbe potuto ottenere.
La replica dell'emiro fu scarna ma franca. Egli fece subito notare la posizione strategica e nel contempo vulnerabile dell'Afghanistan tra due nazioni tra loro alleate come Russia e Gran Bretagna e le difficoltà di una possibile assistenza alla spedizione militare turco-tedesca. Egli inoltre fece notare come le sue finanze fossero dipendenti dai sussidi inglesi e ciò che reggeva il suo governo era l'esercito e le sue casse. I membri della spedizione a questo punto chiesero all'emiro almeno di aderire alla guerra santa indetta dagli ottomani. Espressero inoltre il desiderio che un'alleanza con la Persia nel prossimo futuro (alla quale il principe di Reuss e Wilhelm Wassmuss stavano già lavorando), avrebbe aiutato le necessità dell'emiro.
Questa conferenza venne seguita da otto ore di incontro nell'ottobre del 1915 a Paghman e da altre udienze a Kabul. Il messaggio da ambo le parti fu sempre lo stesso. Niedermayer precisò come ormai la vittoria della Germania nella guerra fosse imminente e come l'Afghanistan si sarebbe trovato isolato dopo la sconfitta della Gran Bretagna nel conflitto. L'emiro promise di considerare le proposte, ma di fatti non prese mai una posizione chiara sulla faccenda. In una lettera al principe Enrico di Reuss a Teheran (messaggio che venne intercettato e consegnato invece ai russi), von Hentig chiedeva invece nuove truppe turche. Walter Röhr scriverà poi al principe che migliaia di soldati turchi armati con mitragliatori sarebbero stati inviati in Afghanistan se la situazione si fosse risolta positivamente. Nel frattempo, Niedermayer consigliò Habibullah su come riformare il proprio esercito con unità mobili e moderna tecnologia.

### L'incontro con Nasrullah

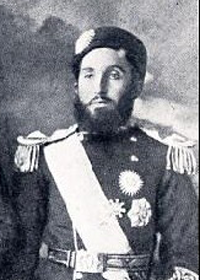
Nasrullah Khan, allora primo ministro dell'Afghanistan. Nasrullah supportò le idee della spedizione turco-tedesca.

Mentre l'emiro era incerto sulla posizione da prendere, la missione diplomatica trovò una sponda sicura presso suo fratello, il primo ministro Nasrullah Khan, ed il figlio minore dell'emiro, Amanullah Khan. Nasrullah Khan presenziò ai primi incontri a Paghman. In un incontro segreto coi suoi sostenitori, nella sua abitazione, il primo ministro incoraggiò la missione ed i suoi obbiettivi. I messaggi tra von Hentig ed il principe Henry,  intercettati dall'intelligence inglese e russa, vennero successivamente tradotti e passati all'emiro Habibullah. Questi suggerivano come gli Imperi centrali si stessero preparando a coinvolgere l'Afghanistan nella guerra e von Hentig stesse addirittura preparando una "rivoluzione interna" in Afghanistan se necessario. L'emiro era circondato da familiari favorevoli alla guerra al fianco della Germania. Von Hentig descrisse che la tensione era tale che quando nel corso di una udienza con l'emiro egli estrasse il suo orologio da taschino con sveglia incorporata, con l'intento di impressionare Habibullah, invece lo spaventò perché l'emiro ritenne si trattasse di una bomba.
Nei mesi nei quali la spedizione rimase a Kabul, Habibullah prese tempo. Voleva vedere lo svolgersi degli eventi nella guerra prima di accettare la proposta della missione, pur conscio che se non si fosse arrivati ad un accordo la missione sarebbe inevitabilmente partita. Nel frattempo, i membri della spedizione ebbero modo di reclutare due dozzine di prigionieri austriaci fuggiti da un campo di prigionia russo, i quali vennero impiegati nella costruzione di un ospedale a nome della missione. Kasim Bey, nel frattempo, entrò in contatto con la locale comunità turca, diffondendovi il messaggio di Enver Pasha di unità e relativo alla jihad. Habibullah tollerò il crescente tono anti-britannico e pro-tedesco che avevano preso gli articoli del giornale Siraj al Akhbar, il quale era diretto da suo suocero Mahmud Tarzi. Tarzi pubblicò una serie di articoli di raja Mahendra Pratap e stampò degli articoli di propaganda. Dal maggio del 1916, il tono del giornale era divenuto tale che delle copie giunsero anche in India presso le autorità inglesi.

### Gli sviluppi politici
I primi sviluppi politici si ebbero nel dicembre del 1915 mentre la missione celebrava il Natale a Kabul con vino e cognac forniti loro dall'emiro. In quello stesso periodo venne fondato il Governo provvisorio dell'India.
A novembre, alcuni membri indiani decisero di prendere l'iniziativa politica di convincere l'emiro a dichiarare anch'egli l'adesione alla jihad turca, anche a costo di costringerlo tramite i suoi consiglieri. Il 1º dicembre 1915 venne quindi fondato il governo provvisorio esterno all'India alla presenza dei membri della spedizione, col compito specifico di liberare l'India dall'autorità britannica. Mahendra Pratap ne divenne il presidente, Barkatullah il primo ministro, il capo deobandi Maulana Ubaidullah Sindhi il ministro per l'India, Maulavi Bashir il ministro della guerra e Champakaran Pillai il ministro degli esteri. L'organismo cercò il supporto nel proprio riconoscimento presso Russia, Cina e Giappone. Dopo la Rivoluzione di febbraio in Russia, nel 1917, il governo di Pratap iniziò a intraprendere delle relazioni con i bolscevichi nel tentativo di ottenere il loro supporto. Nel 1918, Mahendra Pratap incontrò Trotsky a Pietrogrado prima di incontrare il kaiser a Berlino, chiedendo ad entrambi di mobilitarsi contro l'India britannica.

### Bozza di un trattato d'amicizia afghano-tedesco
Nel dicembre del 1915 vi furono anche dei progressi concreti nella missione turco-tedesca. L'emiro informò von Hentig di essere pronto a discutere un trattato d'amicizia afghano-tedesco, ma disse di volere ancora del tempo per una decisione più appropriata. I lavori ad una bozza di trattato iniziarono sotto la guida di von Hentig. Alla fine venne creato un documento composto da dieci articoli, che vennero presentati il 24 gennaio 1916, e includeva clausole che riconoscevano l'indipendenza dell'Afghanistan, una dichiarazione di amicizia con la Germania e l'istituzione di relazioni diplomatiche ufficiali. Von Hentig venne accreditato come segretario d'ambasciata per l'Impero tedesco. Ovviamente il trattato prevedeva anche la garanzia che l'Afghanistan avrebbe sostenuto la Germania e la Turchia nella guerra in corso. L'esercito dell'emiro doveva essere necessariamente modernizzato, e la Germania si offriva a tale scopo di inviare 100.000 fucili moderni, 300 pezzi d'artiglieria ed equipaggiamenti moderni, comprendendo anche una adeguata formazione e garantendo la fornitura di armi e munizioni. L'emiro avrebbe inoltre ricevuto una somma in denaro pari ad 1.000.000 di sterline. Von Hentig e Niedermayer siglarono questo documento e lo ritennero la base per preparare un'invasione dell'India partendo dall'Afghanistan.

## La conclusione della missione
Appena ultimata la bozza, l'emiro Habibullah tornò ad avere incertezze sulla questione, e quattro giorni dopo convocò un durbar. Si riteneva che in tale contesto ufficializzasse la jihad, e invece riaffermò la neutralità dell'Afghanistan, spiegando che la guerra avrebbe minacciato la già pericolante unità nazionale.
Nei mesi precedenti l'emiro aveva ricevuto dei rapporti dall'intelligence britannica che lo informavano di essere in pericolo di vita e che rischiava un colpo di stato. I rappresentanti delle tribù afghane non erano contenti del fatto che Habibullah appoggiasse gli inglesi, come pure non lo erano i membri del suo consiglio e i suoi stessi familiari. Habibullah iniziò pertanto a bonificare la sua corte e gli ufficiali vicini a Nasrullah e ad Amanullah. Richiamò gli emissari inviati in Persia e nel contempo venne a sapere che anche nella prima guerra mondiale, gli Imperi centrali stavano attraversando un difficile momento al contrario di quanto riferitogli sino a poco tempo prima dalla Germania. La rivolta araba contro la Turchia e la perdita di Erzurum a favore dei russi pose fine a ogni possibilità di inviare uomini in Afghanistan e di conseguenza l'emiro si convinse di fare la cosa giusta rimanendo al proprio posto nel conflitto. A peggiorare le cose per i tedeschi, vi fu la loro influenza in Persia che andò riducendosi progressivamente, ponendo fine alla speranza che Goltz Pasha potesse guidare una divisione di volontari persiani in Afghanistan. Nel maggio del 1916 venne fatta a Nasrullah l'offerta di rimuovere Habibullah dal potere e guidare una campagna contro l'India britannica in appoggio a Germania e Turchia. Ma von Hentig sapeva che non era più possibile compiere un atto del genere e i tedeschi lasciarono Kabul il 21 maggio 1916. Niedermayer diede istruzioni a Wagner di rimanere ad Herat come ufficiale di collegamento. Vi rimasero anche diversi membri indiani della spedizione, nel tentativo di perseguire il loro progetto di alleanza.
I membri della spedizione sapevano che le antiche regole dell'ospitalità li avrebbero difesi nelle terre dell'emiro, ma che fuori da esse nessuno poteva fornire loro garanzie di sicurezza. Il gruppo si divise quindi in gruppi più piccoli, ciascuno con un viaggio diverso ed indipendente alla volta della Germania. Niedermayer fece la via dell'ovest, tentando di attraversare il cordone anglo-russo e di fuggire in Persia, mentre von Hentig si aprì la strada attraverso il Pamir e l'Asia centrale cinese. Avendo servito a Pechino prima della guerra, von Hentig conosceva bene la regione e ci voleva passare per sollevare i mussulmani dell'area contro gli interessi anglo-russi. Fuggì quindi nell'Hindu Kush, passando poi nel deserto del Gobi e in Cina , giungendo infine a Shanghai. Da qui, si imbarcò su un vascello americano e si diresse ad Honolulu. Dal momento che anche gli Stati Uniti erano entrati nel conflitto, venne scambiato per un diplomatico. Viaggiò verso San Francisco, Halifax e Bergen, raggiungendo infine Berlino il 9 giugno 1917. Nel frattempo, Niedermayer aveva subito un attacco da parte di predoni che lo avevano derubato in gran parte, riuscendo a raggiungere Teheran solo il 20 luglio 1916. Wagner lasciò Herat il 25 ottobre 1917, aprendosi la via verso il nord della Persia e raggiungendo la Turchia il 30 gennaio 1918. A Chorasan, tentò di istigare i nazionalisti persiani locali promettendo loro di raggruppare forze per 12.000 uomini se avessero fornito assistenza militare alla Germania.
Mahendra Pratap tentò di ottenere l'alleanza dello zar Nicola II nel febbraio del 1916, ma le sue richieste rimasero inascoltate. Il governo provvisorio della Russia nel 1917 rifiutò un visto a Pratap che venne considerato un "pericoloso autore di sedizioni" dal governo inglese. Pratap fu in grado di corrispondere invece molto meglio col governo bolscevico di Lenin. Su invito delle autorità del Turkestan, visitò Tashkent nel febbraio del 1918, recandosi poi a Pietrogrado, dove si incontrò con Trotsky. Rimase comunque in contatto con la Commissione di Berlino attraverso l'ambasciata tedesca a Stoccolma. Dopo il colpo di stato di Lenin, Pratap fece da ufficiale di collegamento tra il governo afghano e i tedeschi, nella speranza di poter portare avanti la causa indiana. Nel 1918, Pratap suggerì a Trotsky di unirsi ai tedeschi in un'invasione della frontiera indiana, come pure propose la stessa idea a Lenin nel 1919, ma entrambe le idee decaddero in breve.

## Le contromosse degli inglesi

### LaSeistan Force
La Seistan Force (o cordone persiano orientale) era un'armata composta da truppe dell'esercito coloniale britannico di base nella provincia di Sistan, nella Persia del sudest con il mandato di impedire che i tedeschi giungessero in Afghanistan e di proteggere le linee di rifornimento inglesi provenienti da Damani, Reki e dal Beluchistan curdo. La 2ª brigata di Quetta, una piccola forza presente nel Beluchistan occidentale all'inizio della guerra, venne espansa nel luglio del 1915 e divenne parte del cordone persiano orientale, con altre truppe poste nel Turkestan russo e nel Beluchistan. Anche i russi organizzarono una forza simile per impedire infiltrazioni esterne nell'Afghanistan nord-occidentale. Dal marzo del 1916 le forze inglesi presero il nome di Seistan Force, e passarono sotto la direzione del generale George Macaulay Kirkpatrick, capo dello staff generale dell'esercito coloniale indiano. Il cordone venne posto inizialmente sotto il comando del colonnello J. M. Wilkeley prima di passare al colonnello Reginald Dyer dal febbraio del 1916. Il compito di queste truppe era quello di "intercettare, catturare o distruggere ogni tentativo da parte dei tedeschi di entrare nel Sistan o in Afghanistan", stabilendo un complesso sistema di intelligence e una guardia a vista sulla strada tra Birjand e Merked. La Persia rimase neutrale nel progetto. Dopo la Rivoluzione russa, la missione Malleson venne inviata nella Trans-Caspia e la Seistan Force divenne la principale linea di comunicazione per la missione. Col ritiro delle forze dalla Trans-Caspia, anche le truppe in Persia si ritirarono; gli ultimi elementi partirono nel novembre del 1920.

### Il ruolo dell'intelligence
Gli inglesi si impegnarono a a fondo sulla questione della spedizione turco-tedesca in Afghanistan. Ancora prima che Mahendra Pratap incontrasse il kaiser, l'intelligence britannica aveva cercato di assassinare V.N. Chatterjee mentre si stava recando a Ginevra per invitare Pratap a Berlino. Agenti inglesi erano presenti a Costantinopoli, al Cairo ed in Persia. Il loro compito era quello di intercettare la spedizione prima che potesse giungere in Afghanistan e fare pressioni affinché l'emiro rimanesse neutrale. Grazie all'attività di sir Percy Sykes, gli ufficiali dell'intelligence britannica in Persia riuscirono ad intercettare le comunicazioni tra la spedizione e il principe di Reuss a Teheran. Tra le lettere intercettate nel novembre del 1915 nelle quali von Hentig dava il resoconto degli incontri avvenuti con l'emiro, vi erano anche i messaggi inviati da Walter Röhr che richiedevano armi, munizioni e uomini. La scoperta di una lettera di von Hentig che richiedeva un migliaio di uomini per avviare una "rivoluzione interna" in Afghanistan se necessario, fu la maggiore tra le scoperte dell'intelligence inglese. Il messaggio passò al viceré indiano, il quale lo fece pervenire all'emiro avvisandolo del pericolo imminente di un possibile colpo di stato e di minaccia alla sua stessa vita da parte dei tedeschi. A metà del 1916 gli ufficiali dell'intelligence britannica nel Punjab intercettarono delle lettere inviate al membro del governo provvisorio indiano, Ubaidullah Sindhi, a Mahmud al-Hasan, e destinate allo sceriffo de La Mecca. Le lettere, scritte in persiano su seta, diedero appunto il nome a quella che storiograficamente divenne nota come cospirazione della lettera di seta. Nell'agosto del 1915, il segretario privato di Mahendra Pratap, Harish Chandra, ritornò in Svizzera dopo una visita in India, portando con sé diversi messaggi di vari principi indiani. Harish Chandra venne catturato in Europa nell'ottobre del 1915, fornì dei dettagli sul governo provvisorio indiano e sulla spedizione e diede agli agenti inglesi anche delle lettere destinate a Theobald von Bethmann Hollweg, e altre da Mahedra Pratap ai principi indiani. Successivamente, Chandra venne inviato nel 1917 negli Stati Uniti a cercare informazioni sul rapporto tra movimenti rivoluzionari a Washington e i finanziamenti del partito Ghadar.

### Misure diplomatiche
L'emiro venne avvisato dell'arrivo della spedizione quando ancora essa si trovava nel deserto persiano. Quando questa attraversò il confine afghano, all'emiro venne chiesto di arrestare i membri della spedizione, ma Habibullah pur appoggiando gli inglesi non acconsentì alle richieste del viceré indiano, intendendo rimanere neutrale senza prendere spiccatamente posizioni pro-britanniche. L'intelligence indiana venne a sapere della spedizione quando questa si trovava già a Kabul da qualche tempo. Attraverso canali britannici, anche i russi si lamentarono della tolleranza dell'emiro nei confronti dei tedeschi.
Dal dicembre del 1915, Nuova Delhi ritenne di dover mettere ulteriore pressione agli afghani. Le comunicazioni tra l'impero britannico e Kabul vennero gestite dal viceré a Delhi. Erano note agli inglesi anche le pressioni che Habibullah riceveva dai suoi parenti e dei sentimenti pro-tedeschi e fortemente anti-britannici che avevano le tribù afghane, e proprio per questo il viceré Hardinge suggerì a re Giorgio V in una lettera di permettergli di aiutare Habibullah a mantenere la propria neutralità. Giorgio V inviò una lettera personale all'emiro Habibullah, pregandolo di mantenere la propria neutralità in cambio di un aumento dei sussidi concessigli dal governo inglese. La lettera si rivolgeva ad Habibullah col titolo di "Maestà", il che era un'ulteriore strategia per far si che Habibullah si sentisse trattato alla pari. Habibullah comunicò oralmente agli inglesi che, pur non potendo esporsi pubblicamente, avrebbe fatto tutto il possibile per mantenere la neutralità del proprio stato.
Dopo la bozza di trattato del gennaio del 1916, nuovi timori crebbero a Delhi, in particolare per la stabilità della provincia nord-occidentale. In quella primavera, l'intelligence indiana ricevette addirittura la notizia dell'approvazione della jihad da parte dell'emiro. Allarmato, Hardinge convocò 3000 capi tribù ad un grande jirga a Peshawar, nel quale Hardinge dimostrò tutta la buona volontà dell'impero incrementando i sussidi inglesi ai capi. Queste misure convinsero le tribù di frontiera di rimanere neutrali e dell'imminente vittoria degli inglesi nel conflitto, e quindi della loro convenienza a rimanere a fianco degli inglesi.

## Influenze

### Sull'Afghanistan
La spedizione creò notevole disturbo all'influenza russa e inglese in Asia centrale e meridionale, sollevando problemi sulla sicurezza dei loro interessi nella regione. Inoltre, se essa avesse avuto successo avrebbe spinto l'Afghanistan in guerra. Le offerte ed i legami sviluppatisi tra i membri della missione e le figure politiche afghane dell'epoca diedero il via ad un processo di cambiamento politico.

Mahmud Tarzi, uno degli intellettuali pro-tedeschi dell'epoca in Afghanistan, avrebbe influenzato poi le riforme di Amanullah Khan.

Gli storici hanno evidenziato che nei suoi obbiettivi politici la spedizione era in anticipo di tre anni rispetto alla situazione internazionale. Ad ogni modo la spedizione stimolò il seme delle riforme in Afghanistan, incoraggiando l'indipendenza afghana ed il desiderio dei locali di uscire dalla sfera d'influenza inglese, cosa che poi effettivamente accadde nel 1919. La convinzione della necessaria neutralità promossa da Habibullah gli alienò molti dei membri della sua famiglia ed alimentò il malcontento tra i suoi sudditi. Habibullah venne poi assassinato mentre si trovava a caccia nel 1919. La corona afghana passò in un primo momento a Nasrullah e poi al fratello minore, Amanullah Khan, entrambi figli di Habibullah ed entrambi strenui sostenitori della spedizione turco-tedesca. L'effetto immediato di questi fatti fu lo scoppio della terza guerra anglo-afghana nella quale si svolsero una serie di schermaglie contro gli inglesi sino alla firma del trattato anglo-afghano del 1919, col quale la Gran Bretagna riconobbe infine l'indipendenza totale dell'Afghanistan. Amanullah si proclamò re dell'Afghanistan. La Germania fu tra i primi paesi a riconoscere il governo indipendente afghano.
Nel decennio successivo, Amanullah Khan portò avanti una serie di riforme sociali e costituzionali sulla falsariga di quanto auspicato dalla spedizione Niedermayer-Hentig. Le riforme vennero portate avanti tramite un gabinetto di ministri. Un primo passo fu l'emancipazione delle donne, e quelle della famiglia reale furono le prime a togliersi il velo; seguì quindi l'educazione che venne aperta alle donne. Il sistema educativo venne riformato su base secolare e gli insegnanti poterono provenire anche da fuori dei confini dell'Afghanistan. Una scuola tedesca aprì i battenti a Kabul, offrendo poi la possibilità di proseguire gli studi in Germania. Vennero costruite nuove strutture mediche e riformate quelle esistenti. Amanullah Khan avviò anche un progetto di industrializzazione del paese che ricevette una sostanziale collaborazione da parte della Germania.Nel 1929, i tedeschi erano il maggior gruppo etnico di europei presenti in Afghanistan. Società tedesche come Telefunken e Siemens erano tra le principali in Afghanistan, e la compagnia Deutsche Luft Hansa fu la prima linea aerea europea ad iniziare il proprio servizio in Afghanistan.

### La politica sovietica

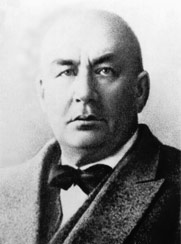
Fyodor Shcherbatskoy, sotto la direzione del quale il Commissariato Popolare per gli Affari Esteri propose di inviare una "spedizione scientifica" in Tibet.

Nell'ambito della loro politica anti-britannica i russi dell'Unione Sovietica pianificarono un modo per poter sopraffare l'India britannica. Nel 1919 il governo dei soviet inviò una missione diplomatica capeggiata dall'orientalista russo N.Z. Bravin che, oltre ad altri 
obiettivi, tentò di stabilire collegamenti con i tedeschi e gli austriaci rimasti in loco dalla spedizione Niedermayer-Hentig ad Herat e di metterli in collegamento coi rivoluzionari indiani a Kabul. Bravin propose ad Amanullah un'alleanza militare contro l'India britannica ed una campagna militare, con costi interamente coperti dal Turkestan sovietico. Questi negoziati fallirono anche per il fatto che le proposte sovietiche vennero intercettate dall'intelligence britannica in India.
Vennero tentate altre altre soluzioni, incluso il progetto Kalmyk, un piano dei sovietici per lanciare un attacco a sorpresa alla frontiera nord-occidentale dell'India passando per il Tibet ed altri stati cuscinetto dell'area himalayana come il Bhutan, il Sikkim, il Nepal, la Thailandia ed il Burma. Gli storici suggeriscono che il piano fosse stato ideato da Mahendra Pratap e presentato alla leadership sovietica nel 1919. Sotto copertura di una spedizione scientifica in Tibet con a capo l'indologo russo Fyodor Shcherbatskoy, il piano consisteva nell'armare la popolazione locale con armi moderne e spingerla a sollevarsi. Il progetto ebbe l'approvazione di Lenin.
Pratap, ossessionato dal Tibet, fece ogni sforzo per riuscire a penetrare nel regno e coltivarvi una propaganda anti-britannica già dal 1916. Riprese i suoi sforzi dopo il suo ritorno da Mosca nel 1919. Pratap si legò particolarmente a Shcherbatskoy ed a Sergey Oldenburg. La spedizione pianificata venne fermata dalla rivolta ceca sulla transiberiana che rischiava di mettere in pericolo la Russia stessa e sulla quale i russi si concentrarono con la massima priorità.

### India britannica
La cospirazione indo-tedesca che inizialmente aveva portato a concepire la spedizione, poi la missione di Pratap in Afghanistan e i suoi viaggi nella Russia bolscevica, nonché la presenza dei movimenti rivoluzionari attivi nel Punjab e nel Bengal portò alla creazione nell'India britannica di una Commissione anti sedizioni nel 1918, presieduta da Sydney Rowlatt, un giudice inglese. Con il peggiorare delle cose in India, alla commissione venne chiesto di valutare i contatti dei rivoltosi con tedeschi e bolscevichi, in particolar modo nel Punjab e nel Bengal. Su raccomandazione della commissione, venne approvato in India il Rowlatt Act (1919), un'estensione del Defence of India act of 1915.
Diversi eventi che portarono all'approvazione del Rowlatt Act vennero influenzati dalla cospirazione. All'epoca, l'esercito indiano stava tornando dai campi di battaglia dell'Europa e della Mesopotamia, e la cospirazione Ghadar del 1915 e la cospirazione di Lahore attirarono l'attenzione pubblica sul problema del nazionalismo indiano. Mahendra Pratap venne seguito a vista da agenti inglesi (tra i quali Frederick Marshman Bailey) durante i suoi viaggi in Germania ed in Russia in quel periodo. La terza guerra anglo-afghana che scoppiò nel 1919 dopo l'assassinio dell'emiro Habibullah e la salita al trono di Amanullah, venne influenzata anche dalla missione a Kabul. Quando la notizia dello scoppio della guerra raggiunse Pratap a Berlino, questi tornò a Kabul utilizzando un aereo tedesco.
In quello stesso periodo iniziò inoltre in India il movimento pan-islamico del Califfato. Ghandi, ancora relativamente sconosciuto sulla scena politica indiana, iniziò ad emergere come leader delle masse, e le sue proteste contro il Rowlatt Act ebbero una risposta senza precedenti da parte della popolazione. La situazione, in particolare nel Punjab, degenerò rapidamente con la distruzione di linee ferroviarie, telegrafiche e delle comunicazioni. L'attività del movimento raggiunse il suo apice nella prima settimana di aprile, con "praticamente l'intera Lahore riversatasi nelle strade; l'immensa folla che passò per Anarkali venne stimata in circa 20.000 persone." Ad Amritsar, più di 5000 persone attraversarono il Jallianwala Bagh e la situazione peggiorò ulteriormente nei giorni successivi. Gli inglesi temevano ci fosse una cospirazione più pericolosa dietro le rivolte pacifiche. Invece di venire percepito come un incidente isolato, il massacro di Amritsar e le risposte armate che ne conseguirono furono uno dei motivi che crearono ulteriori rivolte a catena.